# ロビン・ヒル (生化学者)
ロビン・ヒル（Robin Hill , 本名：Robert Hill, 1899年4月2日 - 1991年3月15日）は、イギリスの生化学者。1939年に光合成の光化学反応により、水が分解され、酸素が生じる際に、鉄イオンのような電子受容体が必要であるという光合成の'ヒル反応'を証明した。 酸素発生型光合成のZ機構の研究にも多大な貢献をした。

## 生涯
イングランド、ウォリックシャーのロイヤル・レミントン・スパ郊外のニューミルヴァートンで生まれた。Bedales Schoolで学び、生物学と天文学に興味を持つようになり(1917年には太陽黒点の論文を発表）、ケンブリッジ大学エマニュエル・カレッジで自然科学（化学専攻）を学んだ。第一次世界大戦の間、王立工兵の対ガス部隊に属した。
1922年に、ケンブリッジ大学での生化学学部に入り、ヘモグロビンの研究を指示された。ヘモグロビンに関する多数の論文を発表し、1926年に、デイビッド・ケリンとタンパク質シトクロムcに含まれるヘムの研究を始めた。1932年、後の'ヒル反応'の発見につながる、光合成と葉緑体の酸素発生に焦点を当てた植物生化学の研究を開始した。 
ケンブリッジ大学生化学学部で研究を続けたが、1943年から農業研究協議会 (ARC)により研究資金援助を受け始めた。1946年には王立協会フェローに選出された。 彼の光合成に関する研究と1950年代後半からの光合成のエネルギー論への熱心な研究は、評価を集めた。 フェイ・ベンドールとの研究では、光合成の研究に偉大な第二の貢献である電子伝達のZ機構（Z-scheme）を1960年に発見した。1963年にロイヤル・メダル、1987年にコプリ・メダルを授与された。
1966年にARCから引退するも、ケンブリッジ大学での研究活動は、1991年の死まで続けられた。晩年、光合成への熱力学第二法則の応用の問題に取り組んだ。
天然染料の専門家でもあり、アカネやホソバタイセイなどを栽培していた。自らが抽出した顔料を使い、水彩画も描いていた。 立体的な全天画を撮影し、三次元的に雲パターンを記録するため、1920年代に魚眼カメラを開発した。
1990年に名誉学位を授与されたシェフィールド大学では、彼にちなんでThe Robert Hill Institute が設立された。